# دیوید هورنزبی
دیوید هورنزبی (انگلیسی: David Hornsby؛ زادهٔ ۱ دسامبر ۱۹۷۵) بازیگر، فیلم‌نامه‌نویس، تهیه‌کننده فیلم اهل ایالات متحده آمریکا است.
از فیلم‌ها یا برنامه‌های تلویزیونی که وی در آن نقش داشته‌است، می‌توان به توقفگاه، پرل هاربر، گزارش اقلیت، کریسمس در کنار خانواده کرنک، بیگانه علیه غارتگر: آمرزش‌خوانی،  سه خرس ساده‌لوح، به وین خوش آمدید، دختر جدید، استخوان‌ها، سلام خانم‌ها، بن و کیت، بال غربی، دختران خوب، فیلادلفیا همیشه آفتابی است، شش فوت زیر زمین، بخش فوریت‌های پزشکی اشاره کرد. وی در بازی ویدئویی فال‌اوت ۷۶ هم صداپیشه بوده است.